# موشيه بيريتز
موشي بييريتز (بالعبرية: משה פרץ) (بالأحرف اللاتينية Moshe Peretz) مولود في طبريا، إسرائيل في 10 مايو/أيار 1983 هو مغني إسرائيلي في موسيقى مزراحي اليهودية الشرقية. موشي بيريتز من أصول مغربية وعراقية يهودية.